# Кајл Ларин
Кајл Ларин (енгл. Cyle Larin; Брамптон, 17. април 1995) канадски је професионални фудбалер који игра на позицији нападача за турски Бешикташ и репрезентацију Канаде. 
Након што је играо колеџ фудбал за Универзитет у Конектикату, Ларин је био први пик на МЛС СуперДрафту 2015, придруживши се Орландо Ситију. У својој првој МЛС сезони, оборио је рекорд по броју голова почетника, постигао је 17 у 27 утакмица и зарадио награду за МЛС почетника године. За Орландо је одиграо 89 утакмица и постигао 44 гола пре него што је у јануару 2018. прешао у Бешикташ за необјављену накнаду.
Пуни интернационалац за Канаду од 2014. године, Ларин је представљао нацију на Конкакафов златни куп 2015, 2017, 2019. и 2021. године, достигавши полуфинале на последњем од тих турнира. Са 23 гола, он је најбољи стрелац тима свих времена.